# Al-Ittihad Tripoli
Pour les articles homonymes, voir Al Ittihad.
Maillots
Actualités
Al-Ittihad Sports and Cultural Social Club (en arabe : نادي الاتحاد الرياضي الثقافي الاجتماعي), plus couramment abrégé en Al-Ittihad, est un club libyen de football fondé en 1944 et basé à Tripoli.
L'équipe appartient à un club omnisports dont la section football est la plus connue.
Il est le club le plus titré du championnat libyen avec 18 titres.

## Historique
- 1944 : fondation du club par fusion de Al Nahda et de Al Shabab

## Palmarès
| \| - Championnat de Libye (18) (record) : - Champion : 1964-65, 1965-66, 1968-69, 1985-86, 1987-88, 1988-89, 1989-90, 1990-91, 2001-02, 2002-03, 2004-05, 2005-06, 2006-07, 2007-08, 2008-09, 2009-10, 2021 et 2021-22. - Vice-champion : 1966-67, 1976-77, 2003-04. - Coupe de Libye (7) - Vainqueur : 1991-92, 1998-99, 2003-04, 2004-05, 2006-07, 2008-09 et 2017-18 - Finaliste : 1987-88, 1993-94. \| \| - Supercoupe de Libye (11) (record) : - Vainqueur : 1999, 2002, 2003, 2004, 2005, 2006, 2007, 2008, 2009, 2010 et 2022. \| |  | |
| - Championnat de Libye (18) (record) : - Champion : 1964-65, 1965-66, 1968-69, 1985-86, 1987-88, 1988-89, 1989-90, 1990-91, 2001-02, 2002-03, 2004-05, 2005-06, 2006-07, 2007-08, 2008-09, 2009-10, 2021 et 2021-22. - Vice-champion : 1966-67, 1976-77, 2003-04. - Coupe de Libye (7) - Vainqueur : 1991-92, 1998-99, 2003-04, 2004-05, 2006-07, 2008-09 et 2017-18 - Finaliste : 1987-88, 1993-94. |  | - Supercoupe de Libye (11) (record) : - Vainqueur : 1999, 2002, 2003, 2004, 2005, 2006, 2007, 2008, 2009, 2010 et 2022. |

## Personnalités du club

### Anciens joueurs
- Patrick Mboma
- Enam Mendamo Alexis
- Idrissa Coulibaly
- / Luis de Agustini
- Saadi Kadhafi
- Rachid Troudi
- Victor Ikpeba

### Anciens entraîneurs
Anciens entraîneurs
- Kamel Lemoui (1989-1991)
- Abdelhamid Kermali (1994-1995)

- Ion Moldovan
- Giuseppe Dossena
- Diego Garzitto
- Abdelhak Benchikha (2018-2019)